# Montecorredores
Montecorredores es una urbanización creada en 2010 perteneciente al municipio de San Cristóbal de Segovia, en la provincia de Segovia, comunidad autónoma de Castilla y León, España. En 2022 contaba con 46 habitantes.

## Geografía

### Ubicación

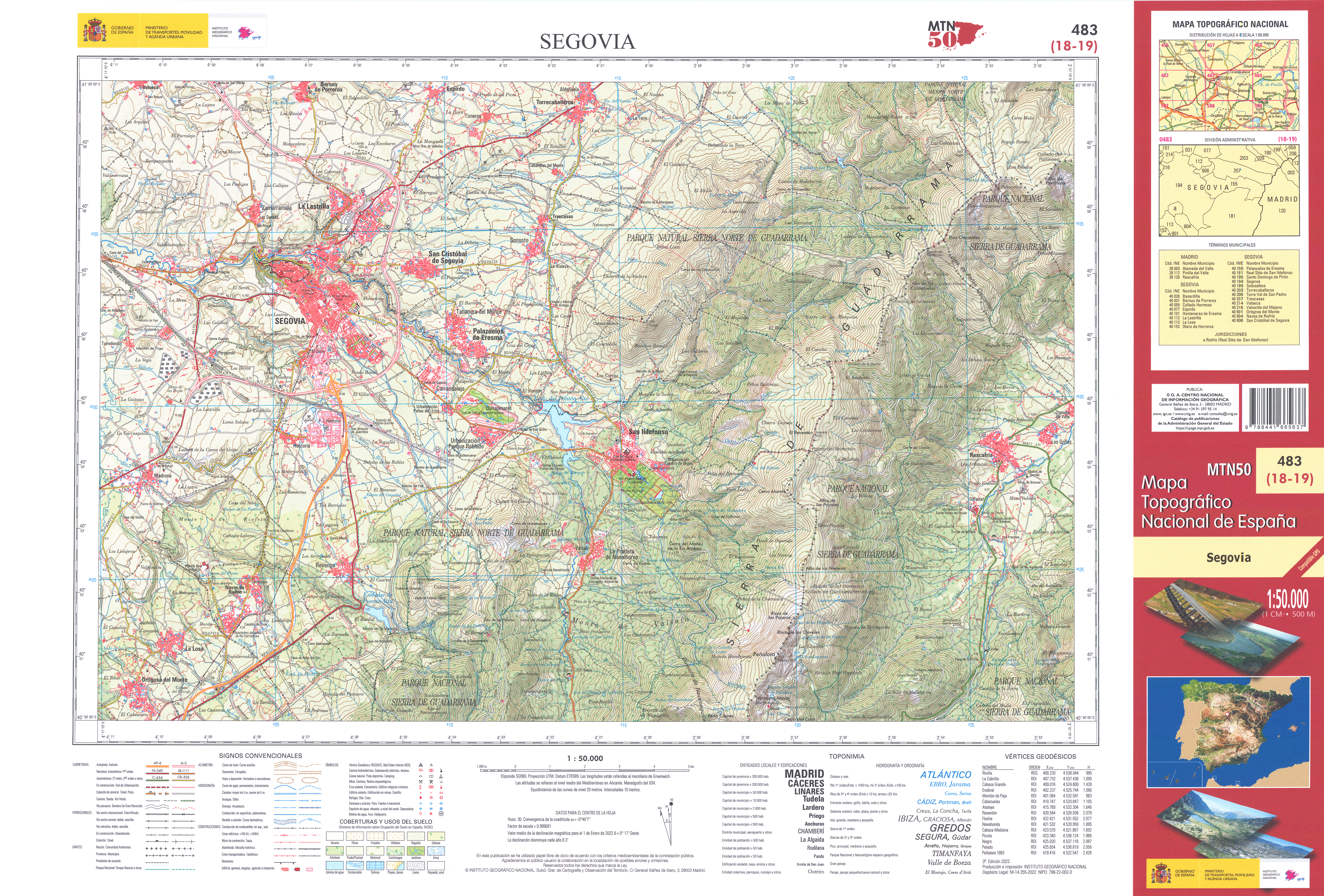
Fragmento de la hoja 483 del Mapa Topográfico Nacional de España de 2022 en el que se representa la localidad de Montecorredores

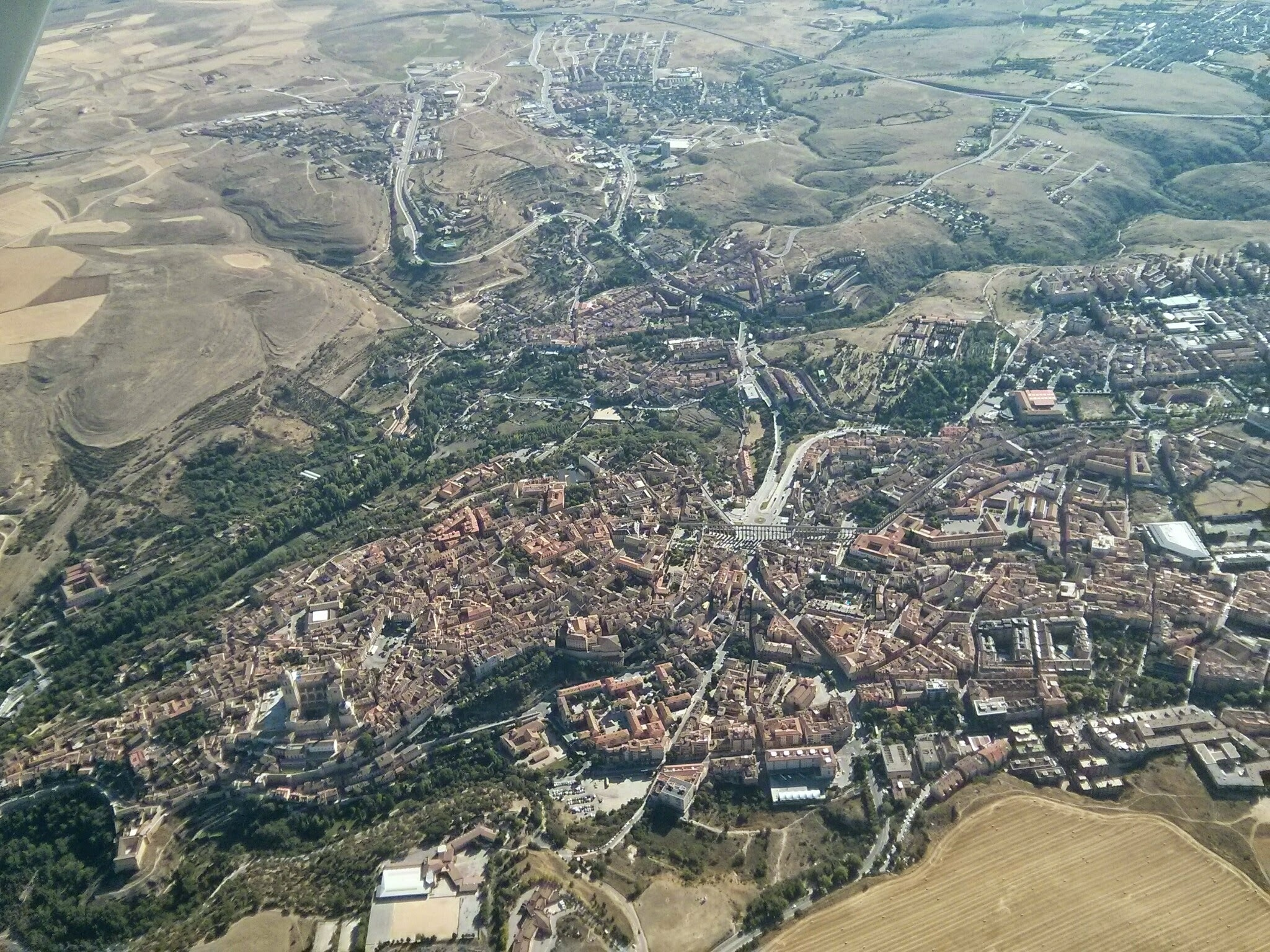
Vista aérea de Segovia con Montecorredores en la esquina superior derecha

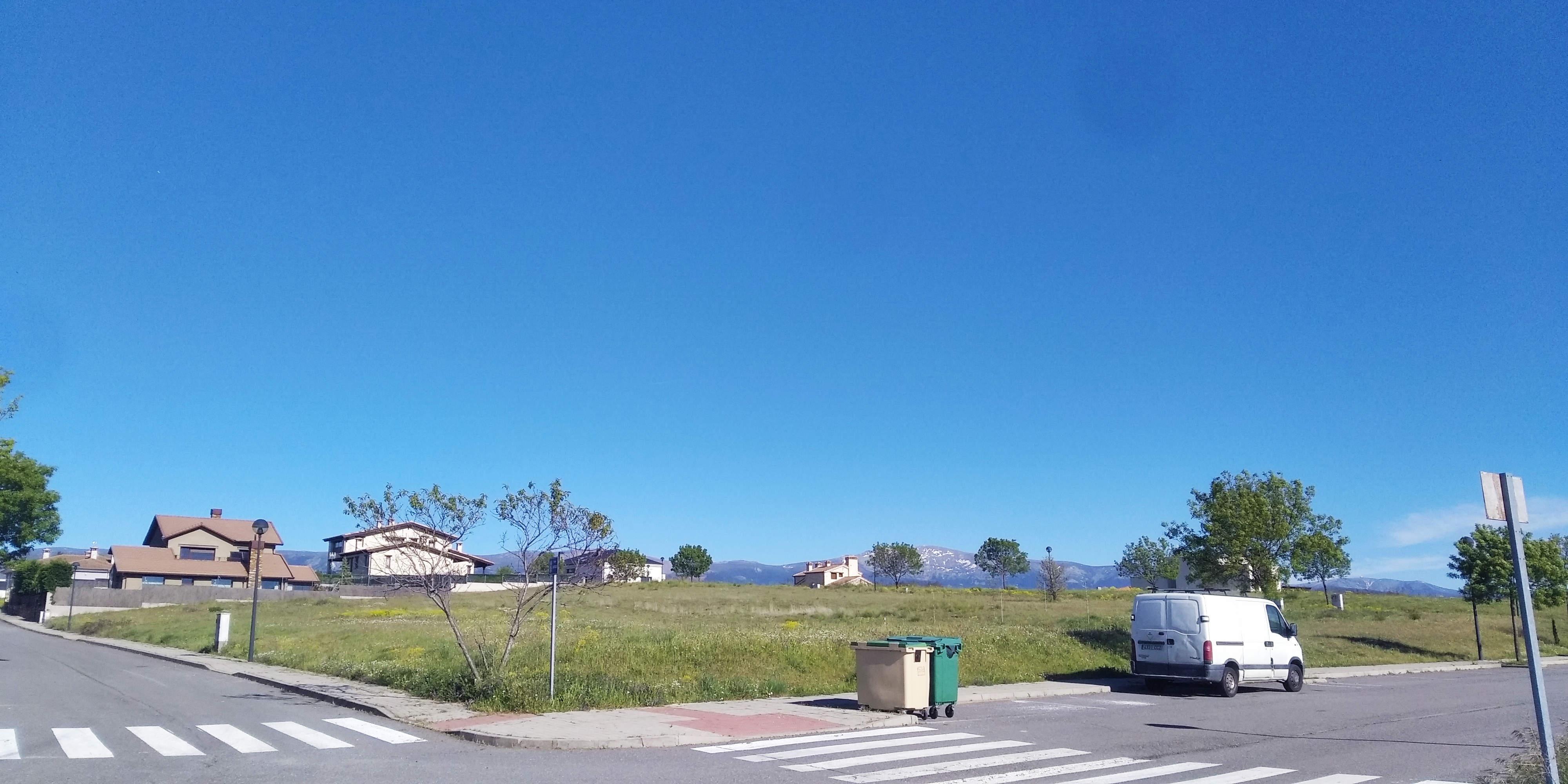
Cruce de calles de la urbanización

Ubicada su zona urbanizada junto al río Eresma limita al sur y oeste con Segovia, al este con San Cristóbal de Segovia y al norte con La Lastrilla.
| Noroeste: Segovia, La Lastrilla | Norte: Segovia, La Lastrilla | Noreste: La Lastrilla             |
| Oeste: El Terradillo, Segovia   |                              | Este: San Cristóbal de Segovia    |
| Suroeste: Segovia               | Sur: Segovia                 | Sureste: San Cristóbal de Segovia |

Actualmente es junto a El Terradillo y el casco original de San Cristóbal de Segovia uno de los tres núcleos de población que conforman el municipio.

## Demografía
Evolución de la población
| Gráfica de evolución demográfica de Montecorredores entre 2010 y 2021                                                       |
| |
| Población residente (2000-2020) según los censos de población del INE. Población según el padrón municipal de 2021 del INE. |

### Autobuses

Plano Metropolitano Segovia donde aparecen las líneas a su paso por Montecorredores

y forma parte de la red de transporte Metropolitano de Segovia que va recorriendo los distintos pueblos de la provincia.
| Línea | Trayecto |
| ----- | --- |
| M6    | Torrecaballeros - Segovia (por Montecorredores, San Cristóbal, Sonsoto, Trescasas, Cabanillas del Monte y Aldehuela) |